# Xanthorhoe mediofascia
Xanthorhoe mediofascia är en fjärilsart som beskrevs av Alfred Ernest Wileman 1915. Xanthorhoe mediofascia ingår i släktet Xanthorhoe och familjen mätare. Inga underarter finns listade i Catalogue of Life.